# Prosoplus pulcher
Prosoplus pulcher là một loài bọ cánh cứng trong họ Cerambycidae.